# Euagoras
Euagoras (zm. 374 p.n.e.) – starożytny król Salaminy na Cyprze. Wywodził swe pochodzenie od Teukrosa. W młodym wieku został wygnany z kraju przez Fenicjan, którzy przejęli władzę, jednak zdołał powrócić i przejąć tron. W 405 p.n.e. przyjął w gościnę ateńskich ocalałych z bitwy u ujścia Ajgospotamoj, w tym wodza Konona. W 394 p.n.e. wysłał kilka okrętów, by walczyły pod dowództwem Konona i Farnabazosa w bitwie przy przylądku Knidos. Pomimo konieczności zmagań z Persami o swą niezależność, opanował cały Cypr, najeżdżał wybrzeża Fenicji a nawet, jeśli wierzyć Izokratesowi i Diodorowi Sycylijskiemu, uczynił się władcą Tyru. Został pokonany przez perskich wodzów Tiribaza i Orontesa, jednak Persowie nie byli w stanie wykorzystać zwycięstwa i wojna ciągnęła się przez kilka lat. Ostatecznie zawarto pokój, w myśl którego Euagoras zachował władzę na Cyprze i mógł dalej nosić tytuł króla. W 374 p.n.e. został zamordowany wraz ze swym najstarszym synem. Władzę objął jego młodszy syn, Nikokles.